# You Make Loving Fun
Singles de Fleetwood Mac
Don't Stop
(1977) Tusk
(1979)
You Make Loving Fun est une chanson du groupe de rock anglo-américain Fleetwood Mac écrite et chantée par Christine McVie. La chanson est sortie en tant que quatrième et dernier single de l'album Rumours en 1977. You Make Loving Fun devient par cette occasion le quatrième hit de l'album, et atteint la neuvième place au Billboard Hot 100.

## Autour de la chanson

### Inspiration
La chanson a été inspirée par une liaison que Christine McVie a eue avec le responsable de l'éclairage du groupe, Curry Grant. « Pour éviter le chaos », Christine a d'abord dit à John McVie, son mari de l'époque et membre de Fleetwood Mac, que la chanson parlait de son chien.

### Place de la chanson dans l'album
Dans une interview pour le New York Post, McVie a fait savoir qu'elle voulait initialement que la chanson soit prise en tant que troisième single de l'album (aux États-Unis), mais que Don't Stop avait été choisi à la place.

### Enregistrement
La première version de la chanson a été fait, selon Christine, en l'absence de Lindsey Buckingham, ce qui lui a donné la liberté de « construire la chanson par [elle]-même ». La chanson utilise des secondes décroissantes dans sa progression d'accords.
Buckingham joue la partie de guitare rythmique sur une Stratocaster (Fender), Christine joue le piano sur un Rhodes, et Stevie Nicks a joue du tambourin. La basse de John McVie a été réenregistrée et Christine McVie a joué à deux reprises les parties au clavinet (Hohner).

### En concert
You Make Loving Fun était un incontournable des concerts de Fleetwood Mac. Lors de chaque tournée avec Christine McVie (de 1976 à 1997), la chanson est jouée. Dans la tournée 2014-2015 de Fleetwood Mac, la chanson a été réintroduite dans la playlist.

## Critique
Le magazine américain Cash Box déclare que « les mots magiques de [Christine] McVie sont complétés par des chœurs angéliques, des mélodies de guitare stridentes et le rythme palpitant renforcé par son clavier ».

## Interprètes
- Christine McVie : piano électrique, clavinet, orgue, chant
- Mick Fleetwood : batterie, carillons à vent, castagnettes
- John McVie : guitare basse
- Lindsey Buckingham : guitares, toms[6], chœurs
- Stevie Nicks : tambourin, chœurs

## Charts et certifications

### Charts
| Charts (1977-1978)                         | Plus haute position |
| ------------------------------------------ | ------------------- |
| Australie (Kent Music Report)              | 65                  |
| Canada Top Singles (RPM)                   | 7                   |
| Pays-Bas (Nederlandse Top 40)              | 27                  |
| Pays-Bas (Single Top 100)                  | 22                  |
| Nouvelle-Zélande (Recorded Music NZ)       | 26                  |
| Royaume-Uni (UK Singles Chart/OCC)         | 45                  |
| États-Unis (Billboard Hot 100)             | 9                   |
| États-Unis (Hot Adult Contemporary Tracks) | 28                  |
| États-Unis (Cash Box Top 100)              | 7                   |

| Charts (1977)                            | Place |
| ---------------------------------------- | ----- |
| Canada Top Singles (RPM)                 | 100   |
| États-Unis (Pop Annual de Joel Whitburn) | 78    |

### Certifications
| Pays                                            | Certification | Unités vendues |
| ----------------------------------------------- | ------------- | -------------- |
| Royaume-Uni (BPI)                               | Argent        | 200'000*       |
| *Nécessaires à l'obtention de la certification. |               |                |

## Covers
Cyndi Lauper a repris You Make Loving Fun en 1984 sous la forme d'un single, sorti hors album et uniquement au Japon.